# Thần Ý Vương hậu
Thần Ý Vương hậu Hàn thị (chữ Hán:神懿王后 韓氏; Hangul: 신의왕후 한씨; tháng 9, năm 1337 – 12 tháng 9, năm 1391) là chính thất phu nhân đầu tiên (nguyên phối) của Triều Tiên Thái Tổ Lý Thành Quế, người sáng lập nhà Triều Tiên.
Bà chưa từng làm Vương hậu, mà thụy hiệu Vương hậu là do đời sau truy tôn cho bà.

## Cuộc sống
Hàn thị xuất thân ở An Biên (Thanh Châu), cha là An Xuyên Phủ viện quân Hàn Khanh (韓卿), mẹ là Thân thị, phong Tam Hàn Quốc đại phu nhân (三韓國大夫人). Bà kết hôn với Lý Thành Quế năm 15 tuổi, thời Trung Túc Vương nhà Cao Ly.
Năm thứ 3 thời Cung Nhượng Vương nhà Cao Ly (1391), ngày 12 tháng 9, Hàn thị mất vì bệnh dạ dày, thọ 55 tuổi. Hai năm sau đó (1393), Triều Tiên Thái Tổ truy phong bà là Tiết phi (節妃; 절비), vào 7 năm sau lại cải thành Thần Ý Thái Vương hậu (神懿太王后; 신의태왕후), thờ phụng tại Tông miếu.
Năm 1408, con trai bà là Triều Tiên Thái Tông truy phong thụy hiệu Thừa Nhân Thuận Thánh Thần Ý Vương thái hậu (승인순성신의왕태후; 承仁順聖神懿王太后). Đến năm 1683, Triều Tiên Túc Tông phục xưng danh hiệu Vương hậu, cải thụy thành Thừa Nhân Thuận Thánh Thần Ý Vương hậu.
Năm 1899, Nhật Bản kiến lập nên nhà nước bù nhìn Đại Hàn Đế quốc, Cao Tông xưng đế và truy phong bà danh hiệu Thần Ý Cao Hoàng hậu (신의고황후; 神懿高皇后), cải táng tại Tề lăng (齊陵).

## Gia quyến
- Cha: An Xuyên Phủ viện quân Hàn Khanh (安川府院君韓卿).
- Mẹ: Tam Hàn Quốc Đại phu nhân Thân thị (三韓國大夫人申氏).
  - Chị gái: Trinh phu nhân Nam Bình Văn thị (貞夫人南平文氏).
  - Chị gái: Trinh phu nhân Lý thị (貞夫人李氏).
  - Em trai: An Sơn quân Hàn Thành Kỷ (安山君韓成己).
  - Em trai: Phán Đôn Ninh Phủ sự, An Nguyên quân, Lương Tĩnh Công Hàn Xương Thọ (判敦寧府事安原君良靖公韓昌壽; 1365 – 1440).
  - Em trai: Kiểm Hán Thành quân Hàn Kim Cương (檢漢城尹韓金剛; ? – 1433).
  - Em trai: Trí Đôn Ninh Phủ sự Hàn Long Điền (知敦寧府事 韓隆田; 1368 – 1442).
  - Em trai: Lĩnh Đôn Ninh An Xuyên quân Lương Tinh Công Hàn Kiếm (領敦寧安川君良精公韓劍; ? – 1433).
  - Em gái: Thích An Ninh quân Văn Nguyên Tá (適開寧君文原佐).
- Vương tử:

1. Trấn An Đại quân Lý Phương Vũ (鎮安大君李芳雨).
2. Triều Tiên Định Tông Lý Phương Quả [李芳果].
3. Ích An Đại quân Lý Phương Nghị (益安大君李芳毅).
4. Hoài An Đại quân Lý Phương Cán (懷安大君李芳幹).
5. Triều Tiên Thái Tông Lý Phương Viễn [李芳遠].
6. Đức An Đại quân Lý Phương Diễn (德安大君李芳衍).

- Vương nữ:

1. Khánh Thận công chúa (慶慎公主).
2. Khánh Thiện công chúa (慶善公主).